# 栓皮木姜子
栓皮木姜子（学名：Litsea suberosa）为樟科木姜子属下的一个种。